# Fritillaria lusitanica
Fritillaria lusitanica là một loài thực vật có hoa trong họ Liliaceae. Loài này được Wikstr. miêu tả khoa học đầu tiên năm 1821.